# Stefano Venturelli
Stefano Venturelli (Milán, 21 de octubre de 1967) es un deportista italiano que compitió en judo.
Ganó una medalla de bronce en el Campeonato Europeo de Judo de 1991, en la categoría abierta. Participó en los Juegos Olímpicos de Seúl 1988 y Barcelona 1992, donde finalizó decimotercero en ambas ediciones, en la categoría de +95 kg.

## Palmarés internacional
| Campeonato Europeo | Campeonato Europeo     | Campeonato Europeo | Campeonato Europeo |
| Año                | Lugar                  | Medalla            | Categoría          |
| ------------------ | ---------------------- | ------------------ | ------------------ |
| 1991               | Praga (Checoslovaquia) | Medalla de bronce  | Abierta            |